# Bellenberg
Bellenberg è un comune tedesco di 4 645 abitanti, situato nel land della Baviera.